# Beira Baixa

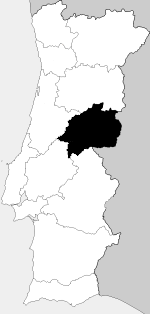
Província de Beira Baixa en 1936

Beira Baixa és una antiga província portuguesa, formalment constituïda per la reforma administrativa de 1936. A pesar que les províncies mai van tenir atribucions pràctiques i van desaparèixer del vocabulari administratiu (encara que no del vocabulari quotidià dels portuguesos) amb l'entrada en vigor de la Constitució de 1976. Limitava al nord amb la Beira Alta, al nord-oest amb la Beira Litoral, al sud-oest amb el Ribatejo, al sud amb l'Alt Alentejo i amb la província de Càceres (Extremadura) i a l'est també amb la província de Càceres. Estava formada per 13 concelhos, integrant la totalitat del districte de Castelo Branco més un del districte de Coïmbra (Pampilhosa da Serra) i altre del districte de Santarém (Mação):
- Districte de Castelo Branco: Belmonte, Castelo Branco, Covilhã, Fundão, Idanha-a-Nova, Oleiros, Penamacor, Proença-a-Nova, Sertã, Vila de Rei, Vila Velha de Ródão.
- Districte de Coïmbra: Pampilhosa da Serra.
- Districte de Santarém: Mação.

Aquesta província, en conjunt amb la Beira Alta, i de vegades fins amb la inclusió de la Beira Trasmontana, formaven una unitat geogràfica major: la Beira Interior.